# 兰州火车站 (地铁)
兰州火车站是一个位于中华人民共和国甘肃省兰州市城关区团结新村街道与火车站街道交界火车站东路与天水南路交叉口东侧地下，属于兰州轨道交通2号线的地铁车站，于2023年6月29日开通。

## 车站结构
地铁兰州火车站沿火车站东路设置，为地下三层双柱三跨岛式站台车站，车站长240米，标准段宽23.3米，车站地下一层为站厅层，地下三层为站台层。
| 地面              | 出入口 | A、C-D出入口 |
| 地下一层          | 站厅   | 客服中心、自动售票机、验票机                                                                                      |
| 地下二层          | 设备层 | |
| 地下三层          | 站台层 | \| \| \| █ 2号线往东方红广场（邮电大楼） \| \| 島式 · 開左邊车门 \| \| \| \| \| \| █ 2号线往雁白大桥（红星巷） \| |
|                   |        | █ 2号线往东方红广场（邮电大楼）                                                                                   |
| 島式 · 開左邊车门 |        | |
|                   |        | █ 2号线往雁白大桥（红星巷）                                                                                       |

## 车站出口
地铁兰州火车站共设3个出口，各出口及周围设施如下所示：
| 编号                | 建议前往的目的地 | 照片 | 无障碍设施 |
| ------------------- | ---------------- | ---- | ---------- |
| A · 出口 · （设有） | 火车站东路北侧   |      |            |
| C · 出口 · （设有） | 火车站东路南侧   |      |            |
| D · 出口            | 火车站东路南侧   |      | 不適用     |
| 图例： 设有         |                  |      |            |

## 车站特色
本站的装饰装修创意元素来源于兰州市市树——国槐，象征了兰州人民勤劳奋发的精神，也喻意着新时期兰州市发展绿色经济的美好愿景。

## 接驳交通

### 国铁
- 国铁陇海铁路、包兰铁路、兰新铁路及兰青铁路兰州站

### 公交车
- 兰州火车站：1路、6路、7路、9路、10路、11路、12路、16路、33路、36路、110路、112路、114路、118路、124路、126路、131路、137路、601路、K102路、机场巴士1号线

## 车站历史
本站建设时期工程名为火车站站，开通前正式命名为兰州火车站。
- 2019年12月30日，车站主体结构封顶[2]。
- 2023年6月29日，车站随2号线一期工程通车开通[1]。